# Rolf Maaß
Rolf Maaß (geboren 28. September 1893 in Schulpforta; gestorben 10. Dezember 1940 in London) war ein deutscher Gewerkschafter.

## Leben
Rolf Maaß war ein Sohn des Wilhelm Maaß, der als Lehrer an der Landesschule Pforta beschäftigt war. Er besuchte die Städtische Oberrealschule in Halle und absolvierte eine Lehrerausbildung am Königlich evangelischen Schullehrer-Seminar in Aschersleben. 1913 wurde er Referendar im preußischen Schuldienst. Maaß wurde 1914 Kriegsfreiwilliger im Ersten Weltkrieg und geriet 1918 in Ägypten in Kriegsgefangenschaft. Nach einem Jahr kam er im November 1919 frei und studierte ab 1920 Philosophie und Nationalökonomie an der Universität Halle-Wittenberg und ab 1921 Rechts- und Staatswissenschaften. Er wurde 1923 in Staatswissenschaften und 1924 in Rechtswissenschaften promoviert und arbeitete als Hilfskraft in der Kommunalverwaltung in Aschersleben. Nach seinem Eintritt in die SPD wurde er 1929 Gewerkschaftssekretär des Allgemeinen Deutschen Gewerkschaftsbundes (ADGB) in Bautzen und wurde Vorsitzender des  ADGB Ostsachsen. Er heiratete Agnes Maaß, sie hatten eine Tochter.
Maaß wurde Vorsitzender des SPD-Bezirks Oberlausitz und kandidierte drei Mal erfolglos für den Reichstag. Er wurde im Januar 1933 in den Stadtrat von Bautzen gewählt und Vorsitzender der sozialdemokratischen Fraktion.
Nach der Machtübergabe an die Nationalsozialisten 1933 wurde Maaß verfolgt und wegen Widerstands gegen die Stürmung des Bautzener Gewerkschaftshauses durch SA-Truppen am 7./8. März 1933 im Juni 1933 für drei Monate inhaftiert. Dem für November 1933 anberaumten Prozess entzog er sich durch Flucht in die Tschechoslowakei, wo er für die sozialdemokratische Exilorganisation arbeitete. Nach dem Münchener Abkommen im Oktober 1938 und dem Anschluss des Sudetenlandes an das Deutsche Reich wurde Maaß von der Partei nach London entsandt. Im Mai 1940 wurde er in Großbritannien interniert, im November entlassen. Er starb im Dezember an einem Hirntumor in einem Krankenhaus in London.

## Schriften (Auswahl)
- Das landwirtschaftliche Betriebsproblem in der modernen Nationalökonomie. Halle, R.- u. staatswiss. Diss., 1923
- Der Staatsgerichtshof, seine Zuständigkeit und sein Verfahren. Halle, R.- u. staatswiss. Diss., 1924
- (Hrsg.): Arbeitslosenrecht und Fürsorge : Arbeits-Vermittlung u. Arbeitslosenversicherung mit Nebengesetzen u. Rechtsprechung, Krisenfürsorge, Kurzarbeiterunterstützung. 1932
- Rolf Maaß, die Sterkamps : Autobiografie eines sächsischen Gewerkschaftsfunktionärs 1920 bis 1933. Hrsg. und eingeleitet von Swen Steinberg. Dresden : Thelem, 2009